# Michel Louvain
Pour les articles homonymes, voir Louvain (homonymie).
Michel Louvain, né Joseph Paul Yvon Michel Poulin le 12 juillet 1937 à Thetford Mines et mort le 14 avril 2021 à l'hôpital de Verdun à Montréal, est un chanteur québécois.

## Biographie
Michel Poulin débute en 1956, en remplaçant son frère qui, dans un orchestre, chante sous le nom d'André Roc. Il change son nom pour Mike Mitchell, Mike Poulin, Michel Paulin, et adopte enfin le nom de Michel Louvain.  Il est le fils d'Ernest Poulin, mineur, et de Jeannette Delisle.
Par la suite, il tente sa chance dans le monde des cabarets à Québec et à Montréal, où il remporte un concours d'amateurs, au cabaret El Mocambo. Il sera aussi actif dans plusieurs cabarets montréalais à la fin des années 1950, dont le Casa Loma. Alors qu'il se produit au cabaret Chez Gérard à Québec, en mai 1958, il se voit offrir l'occasion de chanter son succès Buenas noches mi amor au Gala des Splendeurs devant 20 000 personnes au Colisée de Québec. Cette chanson engendre un succès immédiat qui déclenchera une véritable frénésie pour le chanteur à travers tout le Québec. Dans la première moitié des années 1960, il se maintient au sommet des palmarès avec les ballades sentimentales musicales Louise, France, Sylvie, Lison, La ville pleure, Auprès de ton cœur, Buenas noches mi amor, La Dame en bleu, Pourquoi donc as-tu brisé mon cœur France, Je suis seul ce soir et surtout Un certain sourire, ainsi que Où êtes-vous mes demoiselles et Les Amours d'été de l'auteur-compositeur François Bernard. À la télévision, il anime sur CFTM-10 Sous le ciel de Montréal, avec Lise Watier (1963-1964), Ciel d'été (1965) et Nous les amoureux, avec Monique Gaube (1965-1966). Il est élu Monsieur Radio-Télévision au Gala des artistes de 1965.
Plus tard, de 1986 à 1992, Michel Louvain conserve sa popularité de chanteur et d'animateur puisqu'il se voit confier par le Réseau TVA l'animation de l'émission de télévision quotidienne De bonne humeur. Il remporte le prix MétroStar du public en 1987 et 1988 et celui de chanteur de l'année en 1988. Par la suite, le chanteur repart en tournée à travers le Québec.
Michel Louvain effectue un retour sur disque en février 2011 en publiant un nouvel album intitulé Je n'ai pas changé, réalisé par Nicole Martin et Lee Abbott sous étiquettes Disques Diva et Musicor.
Il reçoit un prix hommage au Gala Adisq lors de la cérémonie du 26 octobre 2014, pour l'ensemble de sa carrière et de son œuvre. Le 18 novembre 2015, il devient membre de l'Ordre du Canada.
Le 7 avril 2021, Michel Louvain est hospitalisé pour un cancer de l'œsophage. Il meurt quelques jours plus tard, le 14 avril, vers 20 heures.  Peu de temps avant son décès, il a épousé Mario Théberge, son partenaire de vie depuis 25 ans.

## Discographie
- 1958 : Michel Louvain (Disques Apex)
- 1959 : Ici Michel Louvain (Disques Apex)
- 1960 : Tour de chant (Disques Apex)
- 1961 : Après minuit (Disques Apex)
- 1962 : Michel Louvain chante ses succès (Disques Apex)
- 1963 : Toi et moi (Disques Apex)
- 1964 : Michel (Disques Apex)
- 1965 : Aloha (Disques Apex)
- 1965 : Cœur à chœurs (Disques Apex)
- 1966 : Un peu plus de chansons (Disques Apex)
- 1967 : Formi... formidable (Disques Apex)
- 1968 : Souvenirs exotiques (Disques Apex)
- 1969 : Michel Louvain chante Marie (Disques Apex)
- 1973 : Ma vie, c'est l'amour (Ciné)
- 1974 : La Grande kermesse western (Le diable musicien)
- 1976 : La Dame en bleu (45 tours / Disques Papillon 1976 - Album / Disques Mirabel 1977)
- 1978 : En spectacle au Grand Théâtre de Québec (Disques Mirabel)
- 1979 : En harmonie (Disques Rico)
- 1979 : Message d'amour et de paix (Disques Rico)
- 1980 : Michel Louvain 1980 (Disques No. 1)
- 1981 : Les 3 L, album triple fait avec Donald Lautrec et Pierre Lalonde (Productions Télé-Visuelles)
- 1982 : Michel Louvain: 1957-1982 (Disques No. 1)
- 1984 : Michel Louvain (ADM International / Star)
- 1986 : Il faut s'aimer (Disques Saisons)
- 1988 : L'Amour sera toujours l'amour (Disques Diva)
- 1989 : Romantique (Disques Diva)
- 1989 : Noël avec vous (Disques Diva)
- 1993 : Je déclare l'amour (BMG Musique Québec)
- 1997 : La collection Michel Louvain - Les grands succès (Disques Mérite)
- 2002 : Les Grands Succès (Disques Citation)
- 2002 : Michel Louvain chante Noël (Zone 3)
- 2007 : Anthologie : 50 chansons (Disques 21-XXI)
- 2011 : Je n'ai pas changé (Disques Diva / Musicor)
- 2014 : Les années bonheur - La compilation officielle (avec Renée Martel et Chantal Pary) (Productions Martin Leclerc)
- 2015 : Gentleman Crooner (Productions Martin Leclerc)
- 2019 : La belle vie (Productions Martin Leclerc)

## Lauréat et nomination

### Gala de l'ADISQ
| Année | Catégorie                         | Pour                                                   | Résultat   |
| ----- | --------------------------------- | ------------------------------------------------------ | ---------- |
| 1994  | spectacle de l'année - interprète | Toujours de bonne humeur                               | nomination |
| 2014  | prix hommage                      | Michel Louvain                                         | lauréat    |
| 2015  | spectacle de l'année - interprète | Les années bonheur (avec Renée Martel et Chantal Pary) | nomination |

### Gala des Artistes
| Année | Catégorie                 | Pour           | Résultat |
| ----- | ------------------------- | -------------- | -------- |
| 1965  | monsieur radio-télévision | Michel Louvain | lauréat  |

### Prix MetroStar
| Année | Catégorie                                       | Pour           | Résultat   |
| ----- | ----------------------------------------------- | -------------- | ---------- |
| 1987  | chanteur de l'année                             | Michel Louvain | nomination |
| 1987  | le MetroStar 87                                 | Michel Louvain | lauréat    |
| 1988  | animateur/animatrice - émission de variétés     | Michel Louvain | nomination |
| 1988  | chanteur de l'année                             | Michel Louvain | lauréat    |
| 1988  | le Metrostar 88                                 | Michel Louvain | lauréat    |
| 1989  | animateur préféré - variétés/talk show/magazine | Michel Louvain | nomination |
| 1989  | le MetroStar 89                                 | Michel Louvain | nomination |
| 1990  | animateur/animatrice - émission de variétés     | Michel Louvain | nomination |
| 1990  | le MetroStar 90                                 | Michel Louvain | nomination |
| 1991  | animateur/animatrice - émission de varitétés    | Michel Louvain | nomination |
| 1992  | animateur/animatrice - émission de varitétés    | Michel Louvain | nomination |
| 2005  | le Metrostar spécial 20 ans                     | Michel Louvain | nomination |

### Autres prix
- 2009 : Médaille d'honneur de l'Assemblée nationale[12]
- 2015 : Ordre du Canada

## Hommages
- Un pavillon devait être nommé en son honneur, en 1982, à l'Hôpital Saint-Augustin-de-Courville dans la région de Québec . Le pavillon n'a pas été construit[13].

- La ville de Thetford-Mines, a nommée une rue en son honneur[14].